# Eleutherodactylus interorbitalis
Eleutherodactylus interorbitalis es una especie de anfibio anuro de la familia Eleutherodactylidae.

## Distribución geográfica
Esta especie es endémica de México. Habita en los estados de Sinaloa, Sonora y Nayarit entre los 800 y 1970 m de altitud.

## Hábitat
Su hábitat natural son los bosques tropicales secos. Está amenazada por la pérdida de su hábitat.

## Publicación original
- Langebartel & Shannon, 1956 : A New Frog (Syrrhophus) from the Sinaloan Lowlands of Mexico. Herpetologica, vol. 12, n.º 3, p. 161-166.[5]